# Francesco Baccini
Francesco Baccini (né à Gênes le 4 octobre 1960) est un auteur-compositeur-interprète et acteur italien.

## Biographie
Né à Gênes, Francesco Baccini fait ses débuts officiels en 1988 sous le nom de scène Espressione Musica, avec Mamma dammi i soldi (« Maman donne-moi les sous »), la chanson est le générique de clôture de la 38e édition du Festival de Sanremo. En 1989 sort son premier album, Cartoons (produit par Giorgio Conte, frère de Paolo Conte), qui remporte un succès critique et commercial,  et il obtient le Premio Tenco (prix pour la chanson d'auteur italienne) comme premier disque. En 1990, il remporte le concours Festivalbar et culmine dans le hit-parade italien avec la chanson Sotto questo sole, enregistrée avec le groupe Ladri di biciclette. Avec les albums "Il pianoforte non è il mio forte" et "Nomi e cognomi" obtient deux disques de platine. Ses trois premiers albums vendent deux millions de disques. En 1997, il  participe au Festival de Sanremo, se classant onzième avec la chanson Senza tu. En 2004, il fait une tournée nationale avec Orco Loco, un récital dans lequel il se produit en tant que chanteur et, pour la première fois, en tant qu'acteur. En 2008 joue en tant qu'acteur dans le film Zoe de Giuseppe Varlotta. En 2010 porte en tournée un récital théâtrale où il reinterprete les chansons de Luigi Tenco: ça deviendra son 13ème album avec lequel il obtiendra le deuxième Premio Tenco de sa carrière. En 2010 sa chanson "Maschi contro femmine" (Garçons contre filles) devient la title-track du film homonyme Garçons contre filles, champion au box office en Italie. En 2013 fait une tournée en Chine avec Cui Jian, appelé le Bob Dylan chinois. Dans la même année il gagne le prix Targa Leo Ferré. En 2018 joue dans "Credo in un solo padre", film de Luca Guardabascio avec Massimo Bonetti et Flavio Bucci; il écrit aussi la bande originale du film.

## Discographie
Album
- 1989 : Cartoons (CGD)
- 1990 : Il pianoforte non è il mio forte (CGD)
- 1992 : Nomi e cognomi
- 1993 : Nudo
- 1996 : Baccini a colori
- 1997 : Baccini et amici
- 1999 : Nostra signora degli autogrill
- 2001 : Forza Francesco!
- 2005 : Stasera teatro
- 2006 : Fra..gi..le
- 2007 : Dalla parte di Caino
- 2008 : Uniti (avec Povia)
- 2011 : Baccini canta Tenco
- 2017 : Chewing-gum Blues (avec Sergio Caputo)